# 斉藤みやび
斉藤 みやび（さいとう みやび、1991年8月7日 - ）は、日本の元女優。別名斉藤雅。
ファイブ☆エイトに所属していた。
身長155cm（2009年時点）。血液型A型。特技はローラーブレード。

## 出演作品

### テレビドラマ
- ドラマ30 もう大人なんだから（1996年、TBS）大木桜 役
- 東芝日曜劇場 ベストパートナー（1997年、TBS）鈴木桃 役
- 世界で一番パパが好き 第1話（1998年、フジテレビ）たみ（幼少時代） 役
- 板橋マダムス（1998年、フジテレビ）花園さあや 役
- 君といた未来のために 〜I'll be back〜（1999年、日本テレビ）蒔（幼少時代） 役
- 燃えろ!!ロボコン 第46話（1999年、テレビ朝日）工藤まりな 役
- QUIZ（2000年、テレビ朝日）柴崎なつめ 役
- 土曜ワイド劇場 菊次郎とさき（2001年、テレビ朝日）
- 恋愛裁判（2001年、日本テレビ）夏樹ありさ 役

### バラエティ
- おはスタ（2001年4月 - 2003年3月、テレビ東京）おはキッズ

### CM
- 山崎製パン、ヤマザキ中華まん（1999 - 2000 年）
- ケイディディ、『1』（2000年）
- NTT タウンページ（2000 - 2001年）
- ライオン、ソフランC（2001 - 2002年）雛形あきこと共演
- 日本マクドナルド、マックチョイス（2002年）
- セガトイズ、プチベビ（2003年）

### 映画
- HAPPY PEOPLE（1997年）石井加奈 役
- 羊のうた（花堂純次監督作品）（2001年）高城千砂 役

### 写真集
- フォトブック先どり娘Act.2（2001年、秋田書店）ISBN 978-4253010733